# جاك بورنس (مدرب رياضي)
جاك بورنس (بالإنجليزية: Jack Burns)‏ هو مدرب رياضي أمريكي، ولد في 3 يناير 1949 في تامبا في الولايات المتحدة.